# Froesia diffusa
Froesia diffusa là một loài thực vật có hoa trong họ Ochnaceae. Loài này được Gereau & R.Vásquez mô tả khoa học đầu tiên năm 1994.